# Thomas Stankiewicz
Thomas Stankiewicz (født 28. december 1902 i Warszawa, død 21. juni 1940 i Palmiry) var en polsk læge og cykelrytter.

## Cykelkarriere
Stankiewicz var polsk mester i sprint i 1923. Han deltog for Polen i Sommer-OL 1924 i Paris. Her kørte han 4000 m holdforfølgelsesløb sammen med Józef Lange, Jan Łazarski og Franciszek Szymczyk. Den polske kvartet indledte med at besejre Letland, hvorpå de blev besejret af Belgien i kvartfinalen. Imidlertid havde de bedste tid af de tabende kvartfinalister og gik derpå alligevel i semifinalen. Her mødte de Frankrig, som havde sat olympisk rekord tidligere, men en af franskmændene styrtede på første omgang, og selv om løbet blev startet forfra, var franskmændene hæmmet af styrtet, så polakkerne vandt let. I finalen skulle de op mod Italien, der efter et tæt løb trak fra til sidst og sikrede sig guldet, mens Stankiewicz og hans polske hold fik sølv; Belgien vandt kampen om bronze mod Frankrig.

## Død
I begyndelsen af den nazityske besættelse af Polen i 1940 blev Stankiewicz anholdt af Gestapo under AB Actionen. Han blev henrettet i Palmiry, nær Warszawa. AB Actionens mål var en udryddelse af den polske intelligentsia. En lang række polakker blev henrettet ved AB Actionen, heriblandt også Janusz Kusociński (guldvinder på 10.000 meter ved OL 1932 i Los Angeles), Maciej Rataj (formand for den Anden polske republik), Mieczysław Niedziałkowski (medlem af det tværpolitiske udvalg for civilforsvarets hovedkvarter i Warszawa), Feliks Żuber (deltager på 400 meter ved OL 1928 i Amsterdam).